# تیم ملی فوتبال رواندا
تیم ملی فوتبال رواندا نماینده کشور رواندا در مسابقات بین‌المللی و آفریقایی است که زیر نظر فدراسیون فوتبال رواندا فعالیت می‌کند.
اولین بازی رسمی این تیم در تاریخ ۲۹ ژوئن ۱۹۷۶ میلادی در برابر تیم ملی فوتبال بوروندی برگزار شده‌است.